# Nina Axelrod
Nina Kether Axelrod (née le 28 juillet 1955), est une actrice américaine de télévision et de cinéma. Depuis le début des années 1990, elle travaille comme directrice de casting cinématographique.

## Biographie
Plusieurs membres de sa famille ont travaillé dans l'industrie du cinéma. Elle est la fille de Joan Stanton et George Axelrod, scénariste, producteur et dramaturge.
Ses apparitions à la télévision incluent Drôles de dames et Chips. Elle a joué au cinéma dans Roller Boogie (1979) et Nuits de cauchemars (1980), produit par Herb Jaffe, fils du producteur de Blade Runner, film dans lequel elle audita pour le rôle de Rachael. Elle fit partie du trio final de sélection, parmi une cinquantaine de candidates. Mais Ridley Scott lui préférant Sean Young pour le rôle de Rachael, elle n'apparaitra que dans un extrait du DVD de Blade Runner de 2007.
Au milieu des années 1980, elle commence son travail actuel de directrice de casting.